# رشيدة فرجاوي
رشيدة الفرجاوي هي عداءة جزائرية معتزلة وُلدت عام 1965، ومثلت الجزائر في دورة ألعاب البحر الأبيض المتوسط عام 1983.

## المشاركات والميداليات
شاركت رشيدة الفرجاوي في عدة نُسخ من بطولة المغرب العربي لألعاب القوى، وحصلت منها على ميدالية فضية وميداليتان برونزيتان، وفازت بلقب بطولة الجزائر لألعاب القوى ثماني مرات متتالية في الفترة ما بين عامي 1983 و1988 في سباقات العدو السريع 100 متر، و200 متر، و400 متر، و400 متر حواجز، كما شاركت في دورة ألعاب البحر الأبيض المتوسط التي أقيمت عام 1983 في مدينة الدار البيضاء بالمغرب حيث احتلت المركز الثامن في سباق 800 متر، ثُم شاركت في العام التالي في بطولة أفريقيا لألعاب القوى، والتي أقيمت في مدينة الرباط بالمغرب حيث أحرزت الميدالية الفضية في سباق الحواجز. شاركت رشيدة الفرجاوي أيضًا في عدة نسخ من البطولة العربية لألعاب القوى، وتوجت بثلاث ميداليات ذهبية اثنين منها في عام 1983 في سباق 100 متر وسباق 200 متر، وواحدة في عام 1987 في سباق 200 متر. ويوضح الجدول التالي أهم المُسابقات والبطولات التي شاركت فيها رشيدة الفرجاوي، وأبرز الميداليات والألقاب التي حققتها في البطولات والمسابقات المختلفة:
| العام | المسابقة                         | المكان                   | المنافسات          | الترتيب/الميدالية                   |
| ----- | -------------------------------- | ------------------------ | ------------------ | ----------------------------------- |
| 1983  | البطولة العربية لألعاب القوى     | عمان، الأردن             | سباق 100 متر       | المركز الأول (الميدالية الذهبية)    |
| 1983  | البطولة العربية لألعاب القوى     | عمان، الأردن             | سباق 200 متر       | المركز الأول (الميدالية الذهبية)    |
| 1983  | بطولة المغرب العربي لألعاب القوى | الدار البيضاء، المغرب    | سباق 400 متر حواجز | المركز الثالث (الميدالية البرونزية) |
| 1983  | بطولة المغرب العربي لألعاب القوى | الدار البيضاء، المغرب    | سباق 200 متر       | المركز الثاني (الميدالية الفضية)    |
| 1983  | دورة ألعاب البحر الأبيض المتوسط  | الدار البيضاء، المغرب    | سباق 800 متر       | المركز الثامن                       |
| 1984  | بطولة أفريقيا لألعاب القوى       | الرباط، المغرب           | سباق الحواجز       | المركز الثاني (الميدالية الفضية)    |
| 1986  | بطولة المغرب العربي لألعاب القوى | تونس العاصمة، تونس       | سباق 400 متر حواجز | المركز الثالث (الميدالية البرونزية) |
| 1987  | البطولة العربية لألعاب القوى     | الجزائر العاصمة، الجزائر | سباق 200 متر       | المركز الأول (الميدالية الذهبية)    |